# Courgenay (Svizzera)
Courgenay (toponimo francese) è un comune svizzero di 2 331 abitanti del Canton Giura, nel distretto di Porrentruy.

## Monumenti e luoghi d'interesse

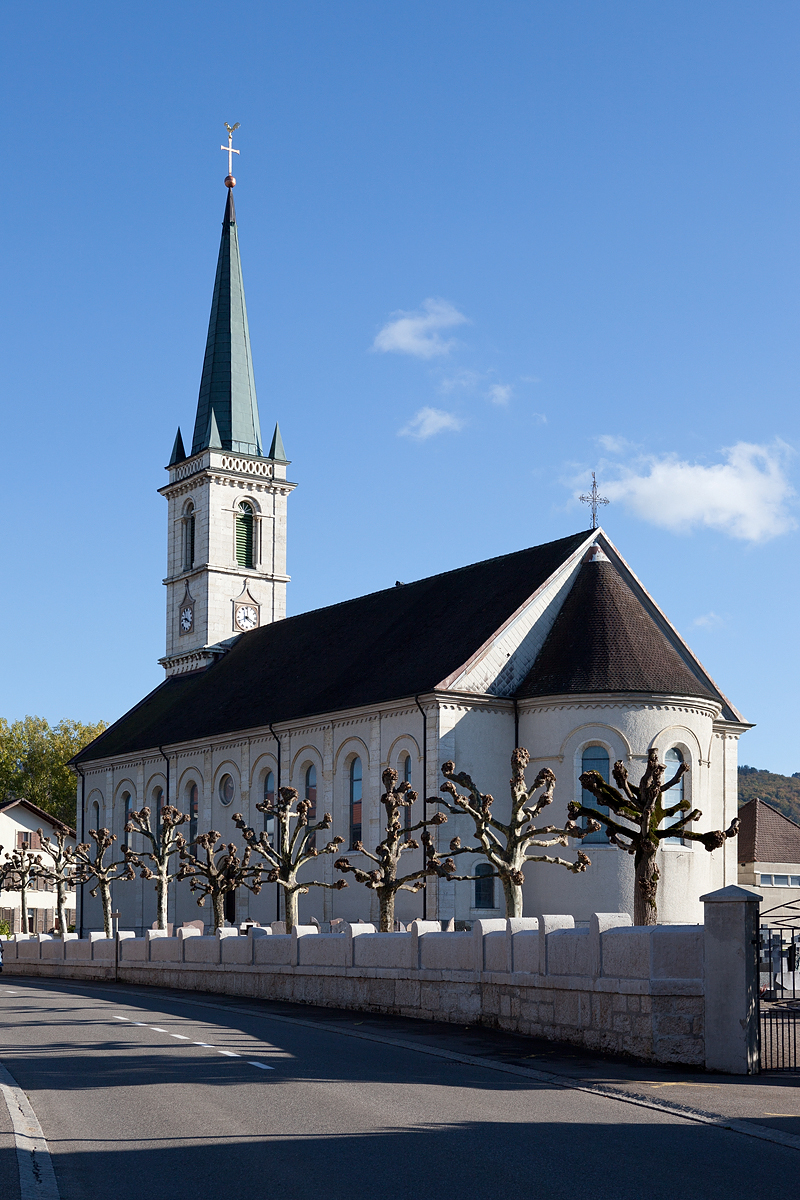
La chiesa di Nostra Signora dell'Assunzione

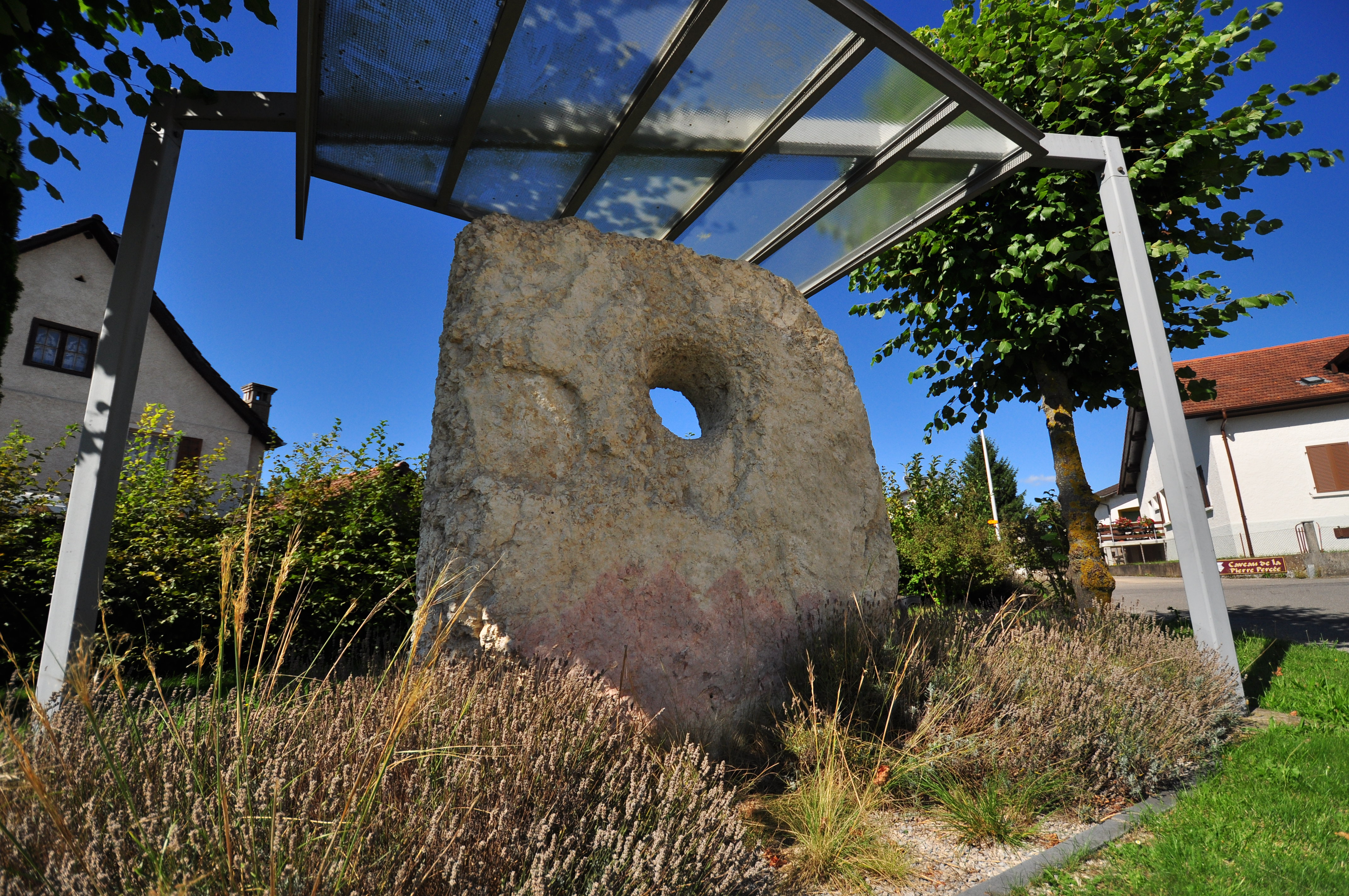
Il monolito della Pierre Percée

- Chiesa cattolica di Nostra Signora dell'Assunzione, ricostruita nel 1761 e nel 1854-1856[1];
- Cappella cattolica di Sant'Eligio in località Courtemautruy, eretta nel 1783[1];
- Monolito della Pierre Percée, eretto nel 3000 a.C. circa[1][2];
- Villa romana in località La Condemène[1].

## Società

### Evoluzione demografica
L'evoluzione demografica è riportata nella seguente tabella:
Abitanti censiti

## Infrastrutture e trasporti

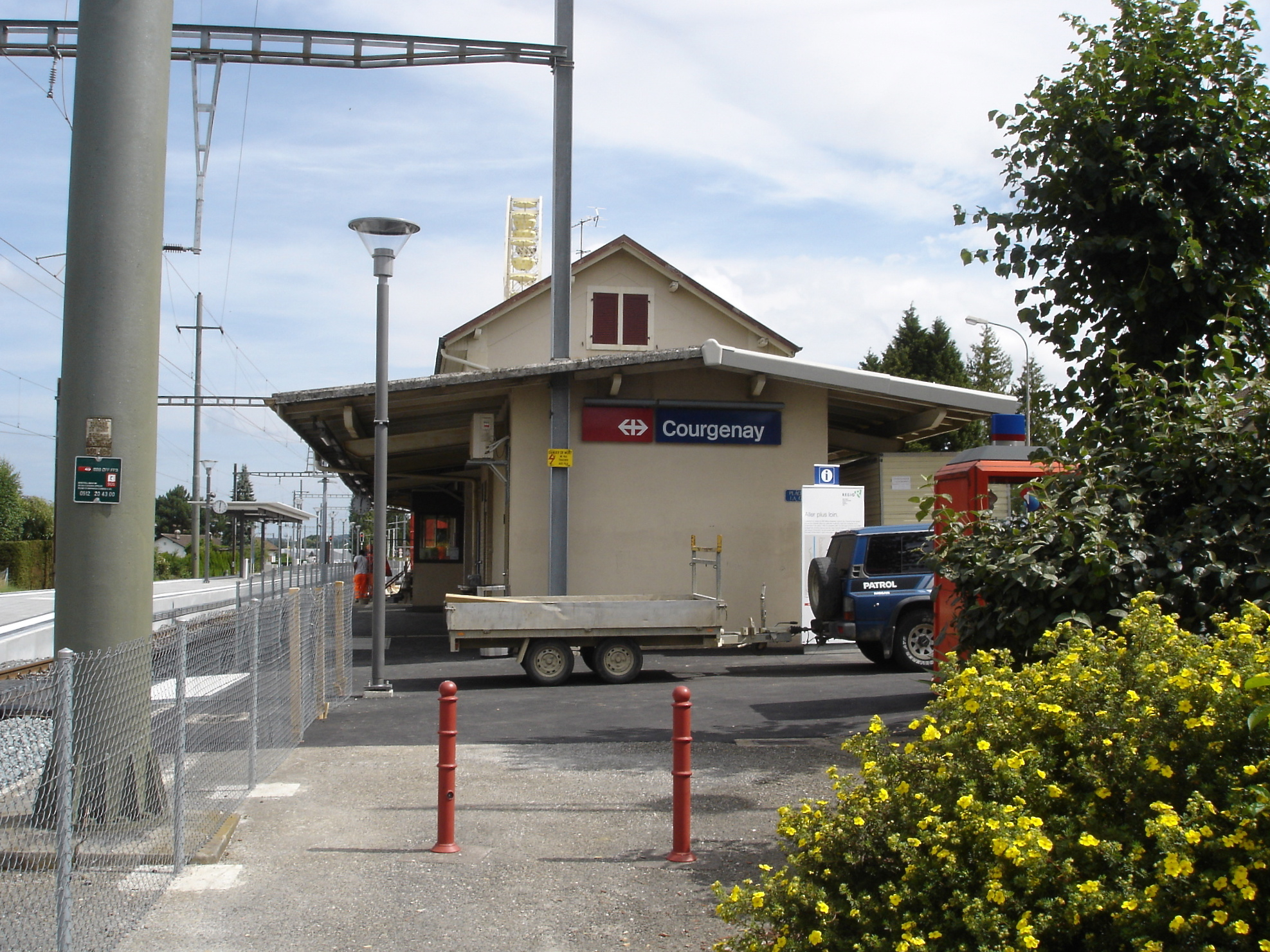
La stazione di Courgenay

Courgenay è servito dall'omonima stazione sulla ferrovia Delémont-Delle.

## Amministrazione
Dal 1836 comune politico e comune patriziale sono uniti nella forma del commune mixte.